# Monomorium zhinu
Monomorium zhinu is een mierensoort uit de onderfamilie van de Myrmicinae. De wetenschappelijke naam van de soort is voor het eerst geldig gepubliceerd in 2009 door Terayama.